# كبلر-9c
كيبر-9ج (بالإنجليزية: Kepler-9c)‏ هو واحد من أول سبعة كواكب خارج المجموعة الشمسية اكتشفتها ناسا في مهمتها كيبلر، وواحد من كوكبين على الأقل يدوران حول نجم كيبلر-9. وكان كيبلر-9ب وكيبلر-9ج هما أول كوكبين خارج المجموعة الشمسية يتم تأكيدهما بطريقة عبور الكوكب. وقد أعلن فريق مهمة كيبلر عن اكتشاف الكوكب يوم 26 أغسطس 2010. وفي ذلك الحين، كان من بين 700 كوكب محتمل اكتشفتهم مهمة كيبلر.
رجحت متابعات الكوكب أن يكون عملاقًا غازيًا من الهيدورجين والهيليوم، وله حجم أقل بقليل من كوكب زحل، يدور بالقرب من نجمه على مسافة 0.225 وحدة فلكية. يشتهر كوكبي كيبلر-9ج وكيبلر-9ب لتشاركهما معًا في ظاهرة الرنين المداري، وفيها يحافظ كل كوكب على استقرار دوران الكوكب الآخر. وفي الفترة التي تمت فيها متابعة الكوكب، وجد أن مداره الذي يستمر في المتوسط 38 يومًا يتقلص بمقدار 39 دقيقة كل دور مداري نتيجة هذه الظاهرة.

## التسمية والتاريخ
كحال معظم الكواكب خارج المجموعة الشمسية، سمّي كيبلر-9ج (بالإنجليزية: Kepler-9c)‏ كذلك نظرًا لكونه ثاني الكواكب التي تم اكتشافها حول النجم كيبلر-9. أما النجم كيبلر-9 فقد سمّي كذلك نسبة إلى مهمة كيبلر، وهو مشروع تابع لناسا يهدف لاستكشاف الكواكب التي تعبر نجمها.
وكانت كواكب كيبلر-9 من بين 700 كوكب مرشح تم حصرهم في 43 يومًا للمهمة. وحدّد نظام كيبلر كواحد من خمسة أنظمة بدا احتواءها لأكثر من كوكب واحد عابر. كما كان جزءً من أول نظام نجمي تم التأكد من عبور عدة كواكب بنجمه، بعبوره هو وكيبلر-9ب بنجمهم كيبلر-9.
تم تدقيق التقدير الأولي لكتلة كيبلر-9ج بواسطة مرصد كيك، مونا كيا، هاواي. وأكد المصدر أن كوكبي كيبلر-9ب وكيبلر-9ج يقاربان كوكب زحل.

## الخصائص
كيبلر-9ج هو عملاق غازي له حجم وكتلة أقل بقليل من حجم وكتلة كوكب زحل. وتبلغ كتلته حوالي 0.171 كتلة مشتري، أي حوالي 17% من كتلة كوكب المشتري. أما نصف قطره فيبلغ 0.823 نصف قطر مشتري، مما يجعله أصغر بمقدار (1.5%) فقط من كوكب زحل. يبعد الكوكب أيضًا عن نجمه في المتوسط بمقدار 0.225 وحدة فلكية.
من المحتمل أن يتكون الكوكب من الهيدروجين والهيليوم. يدور كيبلر-9ج في نفس مستوى كيبلر-9ب، عملاق غازي آخر في نظام كيبلر-9. وقد لاحظ فريق كيبلر أثناء متابعتهم للكوكبيين أنهما يدوران بمعدل 1:2 (ب:ج)، حيث يكمل كيبلر-9ب دورته كل 19 يوم، أما كيبلر-9ج فيكملها كل 38 يوم. ويحافظ شد كل كوكب التجاذبي للآخر على استقرار مدارهما، فيما يعرف بظاهرة الرنين المداري، وهي المرة الأولى التي تلاحظ فيها هذه الظاهرة خارج المجموعة الشمسية. وبعد كل دورة يتمها كيبلر-ج، يتقل مداره بمقدار 39 دقيقة، وعند نقطة معينة، سينعكس الأمر وتبدأ فترة دورانه في الزيادة. وعليه فنسبة 1:2 تتغير بمقدار طفيف أعلى وأسفل 1:2.